# Charnwood (borough)
Charnwood è un distretto con status di borough del Leicestershire, Inghilterra, Regno Unito, con sede a Loughborough.
Il distretto fu creato con il Local Government Act 1972, il 1º aprile 1974 dalla fusione del municipal county borough di Loughborough con il distretto urbano di Shepshed e con il distretto rurale di Barrow upon Soar.

## Parrocchie civili
Le parrocchie del distretto, che non coprono l'area del capoluogo, sono:
- Anstey
- Barkby
- Barkby Thorpe
- Barrow upon Soar
- Beeby
- Birstall
- Burton on the Wolds
- Cossington
- Cotes
- East Goscote
- Hathern
- Hoton
- Mountsorrel
- Newtown Linford
- Prestwold
- Queniborough
- Quorndon
- Ratcliffe on the Wreake
- Rearsby
- Rothley
- Seagrave
- Shepshed
- Sileby
- South Croxton
- Swithland
- Syston
- Thrussington
- Thurcaston and Cropston
- Thurmaston
- Ulverscroft
- Walton on the Wolds
- Wanlip
- Woodhouse
- Wymeswold